# Herbita
Herbita là một chi bướm đêm thuộc họ Geometridae.